# Léon Foucault

Foucaults pendel. Notera att förloppet är starkt överdrivet. I verkligheten tar det minst 24 timmar innan svängningsplanet har vridit sig ett varv.

Jean Bernard Léon Foucault, född 18 september 1819 i Paris, död 11 februari 1868 i Paris, var en fransk fysiker. Han är främst känd för att ha konstruerat Foucaults pendel som på ett tydligt sätt visar att jorden snurrar runt sin egen axel.

## Biografi
Focault var son till en parisisk förläggare. Han studerade i början medicin men övergick snart till de fysikaliska vetenskaperna. Efter avslutade studier tjänstgjorde han till en början som assistent vid föreläsningar i mikroskopi och histologi. Han ägnade sig också åt att förbättra Louis Daguerres fotografiska processer. 
Tillsammans med Hippolyte Fizeau undersökte han sedan olika egenskaper hos solljus, och gjorde 1849 tillsammans med denne mätningar av ljusets hastighet med hjälp av en konstruktion med ett snabbt roterande kugghjul (Fizeau–Foucaults apparat). Deras mätningar visade bland annat att hastigheten är lägre i vatten än i luft och bidrog till forskningen och teorierna om ljusets natur.
År 1851 gjorde han sig känd hos den breda allmänheten genom sätta upp en pendel i Panthéon i Paris och därmed demonstrera att jorden roterar ett varv runt sin axel på ett dygn. Han konstruerade sedan, och gav namn åt, gyroskopet som han också använde i experiment med att påvisa jordrotationen.
År 1855 anställdes han som fysiker vid observatoriet i Paris och kom där att ta fram förbättrade metoder för att konstruera och optiskt mäta kvaliteten på speglar till teleskop. Samma år tilldelades han också en medalj av brittiska Royal Society för sina vetenskapliga bedrifter. År 1864 kom han att väljas in som medlem i detta sällskap. Först 1865 blev han invald i den Franska vetenskapsakademin.
År 1862 gjorde han med hjälp av en anordning med roterande speglar, konstruerad av Charles Wheatstone, nya mätningar av ljusets hastighet och kom fram till ett värde som avviker med mindre än en procent från det nutida värdet.  
Ett annat område som Focault gett vetenskapliga bidrag till är inom magnetism och elektricitet där han 1855 upptäckte att en kopparplatta som roterar i ett magnetiskt fält bromsas och hettas upp genom att elektriska virvelströmmar uppstår i plattan. Han gjorde också förbättringar av regulatorer för att reglera hastigheten på ångmaskiner och vid generering av elektriskt ljus.
Han dog troligtvis av multipel skleros och är begravd på Montmartrekyrkogården i Paris. Hans namn tillhör de 72 som är ingraverade på Eiffeltornet.

## Eftermäle
Nedslagskratern Foucault på månen och asteroiden 5668 Foucault är uppkallade efter honom.